# Mała Wieś (gromada)
Mała Wieś – dawna gromada, czyli najmniejsza jednostka podziału terytorialnego Polskiej Rzeczypospolitej Ludowej w latach 1954–1972.
Gromady, z gromadzkimi radami narodowymi (GRN) jako organami władzy najniższego stopnia na wsi, funkcjonowały od reformy reorganizującej administrację wiejską przeprowadzonej jesienią 1954 do momentu ich zniesienia z dniem 1 stycznia 1973, tym samym wypierając organizację gminną w latach 1954–1972.
Gromadę Mała Wieś z siedzibą GRN w Małej Wsi utworzono – jako jedną z 8759 gromad na obszarze Polski – w powiecie płockim w woj. warszawskim, na mocy uchwały nr VI/10/13/54 WRN w Warszawie z dnia 5 października 1954. W skład jednostki weszły obszary dotychczasowych gromad Arciszewo, Ciućkowo, Gałki, Niździn, Perki i Węgrzynowo ze zniesionej gminy Mała Wieś w tymże powiecie. Dla gromady ustalono 27 członków gromadzkiej rady narodowej.
1 stycznia 1959 do gromady Mała Wieś przyłączono obszar zniesionej gromady Orszymowo (bez wsi Pruszyn i Lasocin oraz kolonii Lasocin) w tymże powiecie.
31 grudnia 1961 do gromady Mała Wieś włączono wsie Kiełtyki, Nowe Święcice, Stare Święcice i Ściborowo ze zniesionej gromady Święcice Nowe w tymże powiecie.
Gromada przetrwała do końca 1972 roku, czyli do kolejnej reformy gminnej. 1 stycznia 1973 w powiecie reaktywowano gminę Mała Wieś.